# Jílové u Prahy
Jílové u Prahy (tyska: Eule) är en stad i distriktet Praha-západ i den tjeckiska regionen Mellersta Böhmen. Jílové u Prahy, som för första gången nämns i ett dokument från år 1331, hade 4 571 invånare år 2016.